# Le Monde des morts-vivants
Série cycle des Templiers
Le Retour des morts-vivants
(1973) La Chevauchée des morts-vivants
(1975)
Pour plus de détails, voir Fiche technique et Distribution.
Le Monde des morts-vivants (El buque maldito) est un film espagnol réalisé par Amando de Ossorio, sorti en 1974.

## Synopsis
Noemi (Barbara Rey) et Kathy (Blanca Estrada) sont des modèles, des compagnes de chambre et des amoureuses de mode qui travaillent pour le photographe de mode Lillian (Maria Perschy). Mais Kathy a disparu du jour au lendemain, et Noemi est convaincue que Lillian sait où elle est. Noemi somme Lillian de lui révéler où est passée Kathy et menace d'aller à la police et de rapporter la disparition. Lillian invite alors Noemi à le rencontrer aux docks le lendemain après-midi.
Elle apprend alors que Kathy est sur un bateau avec l'actrice Lorena Kay quelque part au milieu de l'océan méditerranéen. Ils ne savent pas exactement où. Un sombre plan de Tucker, qui travaille aussi dans ce milieu, prévoit que les jeunes mannequins doivent être retrouvées sur ce bateau à la dérive, histoire de faire un peu de pub macabre.
Kathy embarque donc sur un bateau sans rien soupçonner, mais la chaleur monte et le brouillard se lève, le bateau part à la dérive vers l'équateur. C'est alors que, au milieu du brouillard, le bateau entre en collision avec un ancien Galion espagnol, hanté...

## Fiche technique
- Titre : Le Monde des morts-vivants
- Titre original : El buque maldito
- Réalisation : Amando de Ossorio
- Scénario : Amando de Ossorio
- Production : J.L. Bermudez de Castro
- Sociétés de production : Ancla Century Films et Belén Films
- Musique : Antón García Abril
- Photographie : Raúl Artigot
- Montage : Petra de Nieva
- Décors : Eduardo Torre de la Fuente
- Costumes : Dolores Marquerie
- Pays d'origine :  Espagne
- Langue d'origine : espagnol
- Format : Couleurs - 1,85:1 - Mono - 35 mm
- Genre : Horreur
- Durée : 106 minutes
- Dates de sortie : 
  - Allemagne : 1974
  - Espagne : 15 septembre 1974
  - France : 20 septembre 1978
- Classification : Interdits aux moins de 12 ans

## Distribution
- Maria Perschy (VF : Danièle Hazan) : Lillian
- Jack Taylor (VF : Richard Leblond) : Howard Tucker
- Bárbara Rey (VF : Lily Baron) : Noemi
- Carlos Lemos (VF : Gérard Dessalles) : le professeur Grüber
- Manuel de Blas : Sergio
- Blanca Estrada (VF : Jocelyne Jeanssen) : Kathy
- Margarita Merino (VF : Lily Baron) : Lorena Kay

## Autour du film
- Le tournage s'est déroulé à Alicante et Madrid.

## La saga
- 1972 : La Révolte des morts-vivants (La Noche del terror ciego)
- 1973 : Le Retour des morts-vivants (El Ataque de los muertos sin ojos)
- 1975 : La Chevauchée des morts-vivants (La Noche de las gaviotas)